# Reid Mitchell
Reid Mitchell, né le 6 octobre 1926, à Anyox, au Canada, est un ancien joueur canadien de basket-ball.